# En guardia 24/7
En guardia 24/7 es un programa emitido por Canal Sur Televisión, que está producido por Grupo Hurí y presentado por la periodista Cruz Morcillo. Se estrenó el 7 de octubre de 2024. Se emite los lunes de 22:45 a 01:10.

## Historia
El programa se emitió por primera vez el 7 de octubre de 2024. Está presentado por la periodista especializada y escritora jienense Cruz Morcillo.

## Formato
El programa muestra a través de reportajes la labor de los efectivos de los cuerpos de seguridad y emergencias de Andalucía.